# قازار آرتساتاگورتسیان
قازار آرتساتاگورتسیان (ارمنی: Ղազար Արծաթագործեան؛ زاده ۱۷۹۵ – درگذشته ۱۸۶۲) افسر دریابد ارمنی‌تبار نیروی دریایی امپراتوری روسیه بود.

## زندگی‌نامه
در ۱۷۹۵ در بیلوهیرسک به دنیا آمد  وی در جنگ کریمه شرکت جست. وی در ۱۸۶۲ در زادگاهش درگذشت.